# Horní Lunja
Horní Lunja také zvaná jen Lunja (rusky Верхняя Лунья) je řeka převážně v Archangelské oblasti v Rusku. Je 175 km dlouhá. Povodí má rozlohu 1520 km².

## Průběh toku
Je to levý přítok Vyčegdy (povodí Severní Dviny). Vlévá se do ní ve vzdálenosti 99 km od jejího ústí do Severní Dviny.

## Vodní stav
Zdroj vody je sněhový a dešťový.

## Využití
Řeka je splavná.